# Mats Wilander
Mats Wilander (22 de agosto de 1964, Växjö, Suécia) é um ex-tenista profissional sueco e antigo Número 1 mundial em tênis.
Durante sua carreira, ganhou sete torneios do Grand Slam em simples e um em duplas. Ele é lembrado principalmente pelo seu ano de domínio no Tour, 1988, quando ganhou três dos quatro torneios do Grand Slam. Ele também foi importante para o time sueco da Copa Davis e suas sete finais consecutivas na década de 1980. Atualmente, Wilander é o capitão da equipe sueca da Copa Davis.
Wilander é membro do International Tennis Hall of Fame desde 2002.

## Major finais

### Grand Slam Finais

#### Simples: 11 finais (7-4)
| Resultado | Ano  | Campeonato           | Piso   | Oponente        | Placar                       |
| --------- | ---- | -------------------- | ------ | --------------- | ---------------------------- |
| Campeão   | 1982 | Aberto da França     | Saibro | Guillermo Vilas | 1–6, 7–6(8–6), 6–0, 6–4      |
| Vice      | 1983 | Aberto da França     | Saibro | Yannick Noah    | 2–6, 5–7, 6–7(3–7)           |
| Campeão   | 1983 | Australian Open      | Grama  | Ivan Lendl      | 6–1, 6–4, 6–4                |
| Campeão   | 1984 | Australian Open (2)  | Grama  | Kevin Curren    | 6–7(5–7), 6–4, 7–6(7–3), 6–2 |
| Campeão   | 1985 | Aberto da França (2) | Saibro | Ivan Lendl      | 3–6, 6–4, 6–2, 6–2           |
| Vice      | 1985 | Australian Open      | Grama  | Stefan Edberg   | 4–6, 3–6, 3–6                |
| Vice      | 1987 | Aberto da França     | Saibro | Ivan Lendl      | 5–7, 2–6, 6–3, 6–7(3–7)      |
| Vice      | 1987 | US Open              | Duro   | Ivan Lendl      | 7–6(9–7), 0–6, 6–7(4–7), 4–6 |
| Campeão   | 1988 | Australian Open (3)  | Duro   | Pat Cash        | 6–3, 6–7(3–7), 3–6, 6–1, 8–6 |
| Campeão   | 1988 | Aberto da França (3) | Saibro | Henri Leconte   | 7–5, 6–2, 6–1                |
| Campeão   | 1988 | US Open              | Duro   | Ivan Lendl      | 6–4, 4–6, 6–3, 5–7, 6–4      |